# マドラス条約
マドラス条約（マドラスじょうやく、英語: Treaty of Madras）は、1769年4月2日に締結された、第一次マイソール戦争の講和条約。マイソール王国のハイダル・アリーとイギリス東インド会社の代表が署名した。

## 背景
1767年に勃発した第一次マイソール戦争はマイソール優勢の下で進んだが、和約の気配は一向になく、業を煮やしたハイダル・アリーは南カーナティックを平定するとマドラスへ軍を進めた。イギリス東インド会社は事態を重く見て、使者を送り和約の交渉をしようとしたが、ハイダル・アリーはイギリスに味方したカルナータカ太守ムハンマド・アリー・ハーンの交渉からの除外を強く要求し、これをイギリスが拒否したため決裂した。ハイダル・アリーは6千の騎兵と少数の歩兵を連れて、3日間で210km進む強行軍をし、イギリスの本拠地マドラスの城門まで攻め寄せた。イギリス軍はマイソール軍との会戦のためにほとんどがマドラスに駐留しておらず、マドラスはほぼがら空き状態だったためイギリス東インド会社は慌てて譲歩した。

## 条約の締結
ハイダル・アリーはイギリスとの対マラーター攻守同盟を構想しており、同盟をイギリスに持ちかけたが、イギリスは防御同盟のみに同意した。相互の占領地と捕虜の返還を盛り込んだ和約は1769年4月2日に締結された。また、「マイソール王国がマラーター王国に攻撃される場合、イギリスはマイソール王国を援助する」という条項も盛り込まれた。

## その後
条約でイギリスという後ろ楯を得たハイダル・アリーは1771年にマラーター王国との戦争をはじめ、イギリスに援助を要請した。しかしイギリスは拒否、1775年に第一次マラーター戦争が勃発した後も援助を送らなかったことから条約は破綻した。このことは第二次マイソール戦争の遠因となった。
1779年、マイソール王国、マラーター王国、ニザーム王国の三国同盟が成立して、マイソールとマラーター間の戦争が終結すると翌年にハイダル・アリーはカーナティック地方を侵攻、第二次マイソール戦争が開戦した。